# Eleições parlamentares no Cazaquistão em 2023
Eleições parlamentares antecipadas devem ser realizadas no Cazaquistão no primeiro semestre de 2023 para eleger os membros do Majilis. Estas são as primeiras eleições parlamentares após os protestos de janeiro de 2022.

## Contexto
As eleições presidenciais e parlamentares antecipadas foram propostas pelo presidente do Cazaquistão, Kassym-Jomart Tokayev, em 1º de setembro de 2022, juntamente com suas declarações de anistia para os participantes da revolta de janeiro. Anteriormente, Tokayev disse que o papel do parlamento no país seria fortalecido.